# Another Me (serie televisiva)
Another Me (caratteri cinesi: 七月与安生; pinyin: Qīyuè yǔ Ānshēng) è un teen drama cinese del 2019 con protagonisti Shen Yue, Chen Duling, Xiong Ziqi e Zou Tingwei. Basata sul film del 2016 Soul Mate, la serie è a sua volta un adattamento del romanzo omonimo di Anni Baobei del 2000.
È stata serializzata per la prima volta in patria su iQiyi dal 22 luglio al 4 settembre 2019, per poi essere trasmessa anche all'estero sulla piattaforma di streaming Rakuten Viki, sottotitolata anche in italiano.

## Trama
Ansheng e Qiyue crescono entrambe in una cittadina nel sud della Cina. Le due hanno personalità contrastanti: Ansheng è vivace ed energentica, mentre Qiyue è tranquilla e riservata. Le ragazze si incontrano per la prima volta in un giorno di pioggia, quando Qiyue presta un ombrello ad Ansheng e poi sparisce. Da quel momento diventano migliori amiche, ritrovandosi a frequentare la stessa scuola e incappando in un triangolo amoroso.
Ansheng aiuta Qiyue a corteggiare Jiaming, ma Jiaming inizia a provare dei sentimenti per Ansheng. Per salvare la sua amicizia con Qiyue, Ansheng decide di iniziare invece una relazione con un altro ragazzo, permettendo a Qiyue e Jiaming di iniziare a loro volta una relazione.
Dopo la laurea Qiyue e Jiaming hanno in programma di sposarsi, ma Jiaming non riesce a dimenticare Ansheng. Lascia quindi Qiyue per partire alla ricerca di Ansheng, e in quel momento l'amicizia tra le due ragazze è rovinata.

## Cast

### Principale
- Shen Yue: Li An Sheng
- Chen Duling: Lin Qiyue
- Xiong Ziqi: Su Jiaming
- Zou Tingwei: Han Dong

### Secondario
- Connor Leong: Lin Jiuyue
- Cui Baoyue: Tian Xunlei
- Qiao Junda: Xu Tian

## Produzione
Le riprese sono iniziate a Ningbo il 6 maggio 2018 e si sono concluse il 3 settembre dello stesso anno.

## Colonna sonora
1. Qiyue and Ansheng (七月与安生)[8] (Tema) (testo: Liao Yu – musica: Liao Yu) – Shen Yue & Chen Duling
2. Qiyue and Ansheng (七月与安生) (testo: Liao Yu – musica: He Guanghui) – Aimee Yang
3. Time Will Not Lie To Us (时光不会骗我们) (Tema di chiusura) (testo: Dai Yuedong – musica: Cen Siyuan) – Liu Ruiqi
4. Stolen Misses (被劫持的思念)[9] – You Zhangjing

## Premi e nomination
| Cerimonia                                                | Categoria                 | Nomination | Risultato       | Nite   |
| -------------------------------------------------------- | ------------------------- | ---------- | --------------- | ------ |
| Terzo Internet Film Festival                             | Regista più Promettente   | Wei Jie    | Vincitore/trice | [ 10 ] |
| Quindicesimo Chinese American Film Festival              | Migliore Serie Televisiva | Another Me | Vincitore/trice | [ 11 ] |
| Golden Bud - Quarto Network Film And Television Festival | Migliore Web Series       | Another Me | Candidato/a     | [ 12 ] |
| Golden Bud - Quarto Network Film And Television Festival | Miglior Attrice           | Shen Yue   | Candidato/a     | [ 12 ] |